# 波克科格爾山
47°11′52″N 11°2′32″E / 47.19778°N 11.04222°E

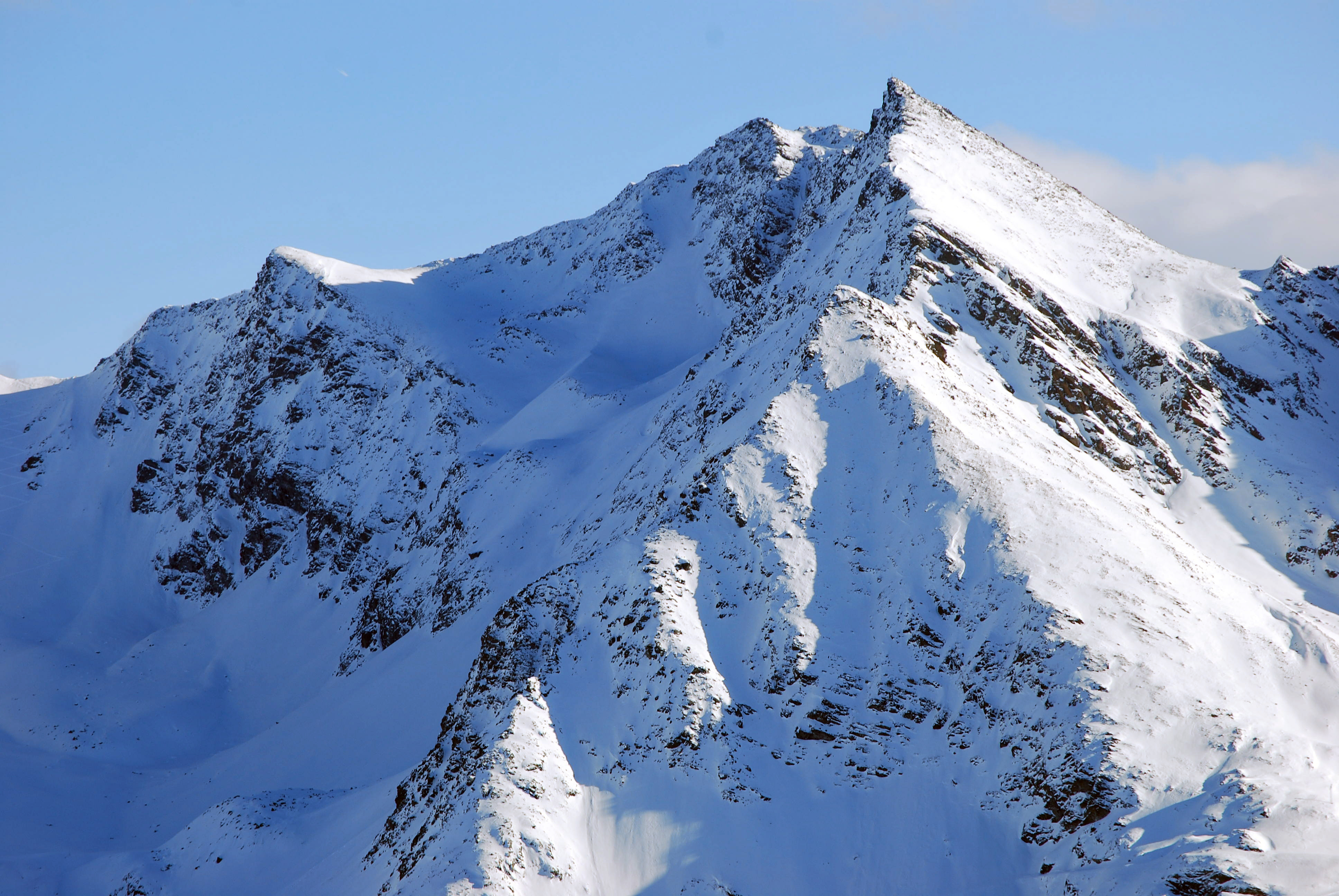

波克科格爾山（德語：Pockkogel），是奧地利的山峰，位於該國西部，由蒂羅爾州負責管轄，屬於斯圖拜阿爾卑斯山脈的一部分，海拔高度2,807米，人類在1876年首次登頂。